# 송태윤
송태윤(1987년 8월 5일 ~ )은 대한민국의 배우이다.

## 학력
- 동국대학교 연극학과 학사

## 연기 활동

### 드라마
- 2014년 OCN 일요드라마 《리셋》 ... 수사관 역
- 2014년~2015년 SBS 수목드라마 《피노키오》 ... MSC 수습기자 역
- 2015년 KBS2 TV소설 《그래도 푸르른 날에》 ... 장석범 역
- 2015년 OCN 일요드라마 《귀신 보는 형사 처용 2》 ... 강재섭 역
- 2017년 JTBC 금토드라마 《품위있는 그녀》 ... 최기석 역
- 2023년 KBS2 월화드라마 《오아시스》 ... 김길수 역

### 영화
- 《아무도 겨레에 대해 너무 많이 알 수는 없다》 (2014년)
- 《함정》 (2015년) - 신입 역

### 방송
- 《버저비터》 (2017년, tvN)

### 뮤지컬
- 2009년 《화랑》 ... 사다함 역
- 2010년 《화랑》 ... 사다함 역
- 2013년 《날아라 박씨》 ... 황태경 역
- 2013년 《총각네 야채가게》 ... 지환 역